# Mataz EP
Mataz es un EP de la banda chilena Lucybell. Durante mayo y junio de 1996, Lucybell prepara material para su segundo disco. El 30 de agosto, fue presentada la primera canción de Viajar, el tema ''Mataz'' en formato EP.
Este EP fue el primero a la venta en Chile. Aparte de la canción ''Mataz'', el EP contiene 5 canciones más.
El disco que se ha convertido en uno de los de mayor admiración entre los seguidores del grupo, debido a que fue una "edición limitada" (solo se registró una cantidad mínima de copias).
El video de ''Mataz'', dirigido por Carlos Moena, fue estrenado a nivel continental en MTV, y tuvo una excelente rotación en ese canal.

## Listado de canciones
- Todos los temas por Lucybell. Letras por Claudio Valenzuela.

1. Mataz (single edit) - 4.38
2. Eclipses - 3.07
3. Cuando Respiro en tu Boca - 3.30
4. Que no me vengan con paraísos - 2.52
5. Vete - 3.40
6. De Sudor Y Ternura - 4.36

## Personal
- Claudio Valenzuela - Voz, Guitarra.
- Marcelo Muñoz (bajista) - Bajo.
- Gabriel Vigliensoni - Teclados.
- Francisco González - Batería.

- Datos: Q6005791